# Β-Ureidopropionase

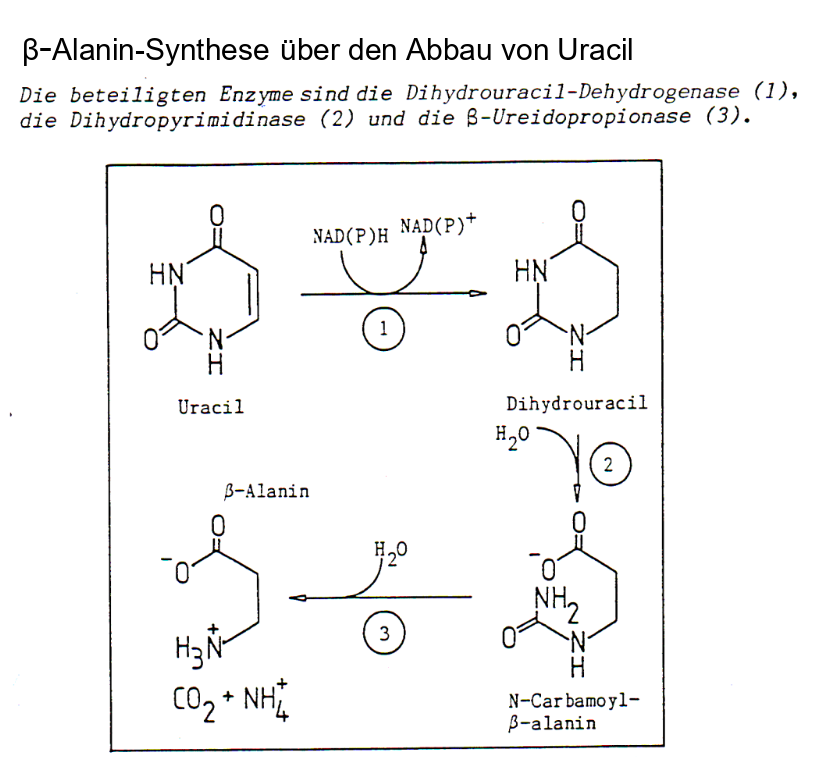
β-Alanin-Synthese durch den Abbau von Uracil

Die β-Ureidopropionase (EC 3.5.1.6) ist ein Enzym des reduktiven Uracil-Abbaus. Sie katalysiert die Hydrolyse von N-Carbamoyl-β-alanin. Bei dieser Reaktion wird die Aminosäure β-Alanin freigesetzt. Das Reaktionsprodukt β-Alanin wird in Lebewesen zur Herstellung des Coenzyms A benötigt. Ein genetisch bedingter Mangel von β-Ureidopropionase führt beim Menschen zu der sehr seltenen Erbkrankheit β-Alanin-Synthase-Mangel, die zu Entwicklungsstörungen und neurologischen Symptomen führen kann.
Die Struktur der β-Ureidopropionase aus Hefe wurde aufgeklärt. Sie zeigt eine hochgradige Homologie zu einer Familie der Exopeptidasen, so dass die Annahme nahe liegt, dass diese beiden Enzymgruppen einen gemeinsamen Ursprung haben.